# 查尔斯·伯捷
查尔斯·蘇德斯·伯捷（英語：Charles Souders Paget；1874年—1933年），美国建筑师、土木工程师，是19世纪末至20世纪初的广州知名建筑师，被誉为广州近代建筑之父。生于美国新泽西州，20世纪初的广州众多知名建筑皆出自其手。

## 工作
伯捷于1902年来华，为美国合兴公司勘测粤汉铁路主干线。
1904年，他与澳大利亚建筑师帕内合伙开设治平洋行，经营建筑设计，活跃于广州建筑界。他曾参与设计建造了位于沙面的粤海关红楼、瑞记洋行新楼、花旗银行新楼等多座建筑，独立设计了“沙面第一楼”法国东方汇理银行和沙面俄罗斯领事馆，有“沙面建筑之父”之称。他还参与了中山大学马丁堂的设计改建工作。
伯捷工作還与广东军政府促進了關係。广州市政厅1921年成立后，伯捷被聘为广州市政厅设计委员，设计了广州市消防总局、广州市公安局等建筑。根据伯捷夫人1945年所作回忆录，他们曾在广州白宫接待孙文、蒋中正。
故居現座落于今白鹤洞路6号。